# Poissons
 Poissons  es una población y comuna francesa, en la región de Champaña-Ardenas, departamento de Alto Marne, en el distrito de Saint-Dizier. Es el chef-lieu y mayor población del cantón de Poissons.

## Demografía
| 742 | 732 | 720 | 747 | 732 | 747 |
| Para los censos de 1962 a 1999 la población legal corresponde a la población sin duplicidades (Fuente: INSEE [Consultar]) |     |     |     |     |     |